# Alūksnes novads
Alūksnes novads is een gemeente in Vidzeme in het noorden van Letland. De hoofdplaats is Alūksne.
De gemeente, die grenst aan Estland en Rusland, ontstond in 2009 na een herindeling, waarbij de stad Alūksne en de landelijke gemeenten Alsviķi, Anna, Ilzene, Jaunalūksne, Jaunanna, Jaunlaicene, Kalncempji, Liepna, Maliena, Mālupe, Mārkalne, Pededze, Veclaicene, Zeltiņi, Ziemeri werden samengevoegd.

Nationale steden (valstspilsētas):

Daugavpils  · Jelgava · Jūrmala · Liepāja · Rēzekne · Riga · Ventspils

Gemeenten (novadi):

Ādažu novads
· Aizkraukles novads
· Alūksnes novads
· Augšdaugavas novads
· Balvu novads
· Bauskas novads
· Cēsu novads
· Dienvidkurzemes novads
· Dobeles novads
· Gulbenes novads
· Jelgavas novads
· Jēkabpils novads
· Krāslavas novads
· Kuldīgas novads
· Ķekavas novads
· Limbažu novads
· Līvānu novads
· Ludzas novads
· Madonas novads
· Mārupes novads
· Ogres novads 
· Olaines novads
· Preiļu novads
· Rēzeknes novads 
· Ropažu novads
· Salaspils novads
· Saldus novads
· Saulkrastu novads
· Siguldas novads
· Smiltenes novads
· Talsu novads
· Tukuma novads
· Valkas novads
· Valmieras novads
· Varakļānu novads
· Ventspils novads 